# Broken Pencil
Broken Pencil est une publication Torontoise  relatant l'univers des zines et du milieu culturel indépendant . Elle sort quatre fois par année.
Hal Niedzviecki créée le magazine en 1995,,. Jonathan Valelly est présentement éditeur en chef .
En 2009, Broken Pencil publie Can'tLit: Fearless Fiction du Broken Pencil Magazine, une collection de nouvelles mettant en vedette des auteurs indépendants canadiens associés à ECW Press.

## Liens
- Site officiel